# ناكيدكا

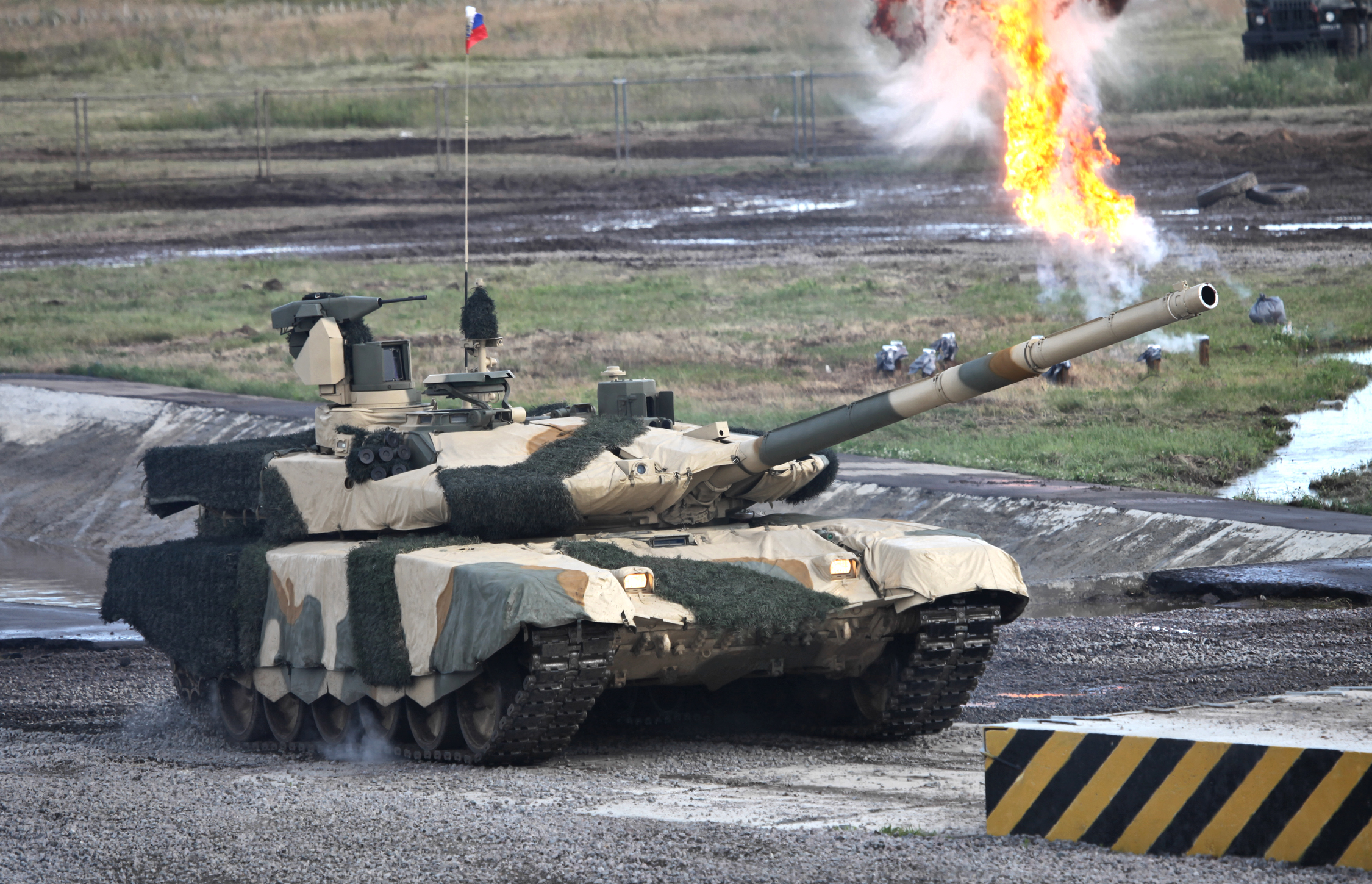
دبابة مجهزة بتمويه RAM

ناكيدكا هو تمويه روسي مصنوع من مادة تمتص الرادار (RAM) "يستخدم لأعاقة الأسلحة الموجهة بدقة ".  يقوم ناكيدكا بتقليل بصمة موجات الاشعة تحت الأحمر والحراري والراداري لجسم ما. يمكن لجنود المشاة تركيبه على المركبات القتالية المدرعة ،  والتحصينات الميدانية ، ومراكز القيادة، والمستودعات الجوية والمركبات الدائمة، ومستودعات الذخيرة والوقود، دون الحاجة إلى معدات خاصة. 
وفقًا لمعهد الأبحاث العلمية للصلب NII Stali ، الذي صمم ناكيدكا، فإنه يقلل من فرص اكتشافه بواسطة أجهزة المراقبة الليلية / النهارًية والأنظمة التلفزيونية والبواحث بنسبة ثلاثين بالمائة، وبواحث الأشعة تحت الحمراء بنسبة ضعفين إلى ثلاثة أضعاف، والرادار بنسبة ستة أضعاف، ويقلل من البصمة الحراري للرادار إلى مستويات البيئة المحيطة تقريبًا.  تتميز ناكيدكا بالكفاءة في نطاقات الطول الموجي البصري والأشعة تحت الحمراء والراداري حتى 12 سـم (4.7 بوصة) ، ويقلل أيضًا المقطع العرضي للرادار بمقدار 10 ديسيبل . 
دخلت ناكيدكا مرحلة الإنتاج التسلسلي في يونيو 2023. 

## السجل القتالي
في 18 سبتمبر 2022، في منطقة خاركوف ، أوكرانيا ، تم الاستيلاء على دبابة T-90M مجهزة بناكيدكا من قبل القوات الأوكرانية.  في أوائل عام 2023، تم استهداف دبابة روسية من طراز T-90M بواسطة صاروخ جافلين الذي انخرط في القتال وأدى إلى تعطيل الدبابة بشكل طبيعي، على الرغم من تجهيزها بالكامل بنظام ناكيدكا. 